# Gary Graden
Gary Graden (Filadelfia, 4 dicembre 1955) è un direttore di coro, direttore d'orchestra e docente statunitense naturalizzato svedese.

## Biografia
Ha studiato direzione corale e composizione alla Clark University (B.A.), alla Hartt School of Music (M.M.) e all'Aspen Music Festival and School; nel 1983 si è trasferito in Svezia, dove ha studiato Direzione d'orchestra e di coro presso l'Accademia reale svedese di musica di Stoccolma, sotto la guida di Eric Ericson.
Ha debuttato con il World Youth Choir IFCM, attualmente è direttore del Coro della Cattedrale di St. Jacob a Stoccolma; con  il ”Coro da Camera St. Jacob” ed il ”Coro da Camera del Musikgymnasium” di Stoccolma è stato premiato ai più importanti concorsi europei,  Debrecen, Arezzo, Gorizia, Let the People Sing (UER), Tours, Tolosa, Riva del Garda. La formazione da camera del ”St. Jacob” è anche vincitrice del Gran Premio Europeo di Canto Corale.
Ha diretto inoltre l'SWR Vocal Ensemble, Stuttgart; il WDR Radio Choir di Colonia; il coro Jauna Muzika di Vilnius.
Ha insegnato presso la facoltà del Musikgymnasium di Stoccolma, scuola di istruzione secondaria specializzata nel canto corale.
È docente al Corso triennale professionale per direttori di coro presso la Fondazione Guido d'Arezzo.
Numerose sono anche le partecipazioni a festival nazionali ed internazionali, come l'IFCM 6th World Symposium for Choral Music a Minneapolis e l'edizione 2002 della Sagra Musicale Umbra. Ha collaborato, fra le altre, con la Stockholm Chamber Orchestra (SNYKO), il Drottningholm Baroque Ensemble, la Estonian Philharmonic Chamber Orchestra. Nel 2021 è stato nominato Socio Onorario di ANDCI l'associazione Italiana dei direttori di Coro.
Ha diretto in prima esecuzione molte nuove opere, come le composizioni di Sven-David Sandström, Thomas Jennefelt, Steve Dobrogosz, Urmas Sisask, Javier Busto, Vytautas Miskinis, Corrado Margutti Enrico Miaroma, Antonio Eros Negri e Damijan Močnik.
Ha inciso numerosi CD ottenendo sempre consensi di critica e di pubblico (BIS, Proprius, Phono Svecia, Gehrmans).